# František Šohaj
František Šohaj (25. listopadu 1815 Pacov – 31. května 1878 Praha) byl český klasický filolog a pedagog.

## Život
Základní vzdělání získal v rodném městě. V jedenácti letech ho rodiče poslali do Prahy, aby se naučil německy a mohl být přijat na gymnázium. To pak navštěvoval postupně v Českých Budějovicích (u strýce Vacka Kamenického), Jindřichově Hradci a Písku. V roce 1834 nastoupil na pražskou univerzitu, kde postupně studoval filozofii a práva. Seznámil se tam také s předními obrozenci, jako byli Václav Štulc, Josef Bojislav Pichl, Alois Pravoslav Trojan a Václav Vladivoj Tomek. Roku 1848 získal titul doktora filozofie a začal pracovat jako soukromý vychovatel v bohatých rodinách. Krátce také přednášel filologii a estetiku na univerzitě, kde zastupoval zemřelého profesora Kanavala po dobu, než se vedení fakulty podařilo zajistit náhradu ze zahraničí.
Chtěl se stát gymnazijním profesorem, doplnil si proto ještě zkoušky z filologie, zeměpisu a dějepisu. Od roku 1859 vyučoval na pražském akademickém gymnáziu. Byl velmi úspěšný a oblíbený. Zemřel 31. května 1878 ve 3 hodiny ráno, pohřben byl na Vyšehradském hřbitově.

## Dílo
První Šohajovou literární prací byla balada Přibík z Újezda, inspirovaná pověstí z Březnicka a uveřejněná v Musejníku v roce 1839. Později překládal z latiny a řečtiny – Vergiliovy básně a Sofoklovy tragédie Antigona (1851, druhé vydání 1856) a Král Oidipus (1856). Roku 1852 napsal mluvnici latiny. V dalších letech se soustředil na pedagogickou činnost a samostatně nepublikoval, ale jako člen redakce pro vydávání řeckých a římských klasiku kontroloval a opravoval překlady.